# Kraj nitrzański
Kraj nitrzański (słow. Nitriansky kraj) – jednostka administracyjna Słowacji, jeden z 8 krajów, na które podzielone zostało to państwo.

## Stosunki etniczne
- Słowacy – 70,1%
- Węgrzy – 27,6%
- inni – 2,3%

## Stosunki wyznaniowe
- katolicy – 77,2%
- kalwini – 4,7%
- luteranie – 3,4%
- ateiści – 11%